# Il clandestino (serie televisiva)
Il clandestino, distribuito in DVD con il titolo Il clandestino - Un investigatore a Milano, è una serie televisiva italiana diretta da Rolando Ravello, trasmessa in prima visione su Rai 1 dall'8 aprile al 14 maggio 2024, con protagonista Edoardo Leo.

## Trama
L'ex ispettore capo dell'antiterrorismo Luca Travaglia ha deciso di lasciare la polizia in seguito ad un attentato verificatosi durante una serata di gala tra diplomatici, eseguito apparentemente dalla sua compagna Khadija, di origine libica, morta nell'esplosione, nella quale il più giovane dei suoi agenti, Sergio Bonetti, è rimasto paralizzato perdendo l'uso delle gambe. Non riuscendo a superare il trauma e a capacitarsi dell'accaduto, Luca decide di trasferirsi da Roma a Milano, dove inizia a lavorare come buttafuori nelle discoteche e come guardia del corpo, andando a vivere in affitto nell'autorimessa di Palitha, un singalese con competenze da meccanico che gestisce una propria impresa di soccorso stradale e che vive al piano di sopra con la moglie Gedara. Quando è solo nella rimessa, Luca si perde sovente nei ricordi dolorosi, ubriacandosi per cercare di dimenticare. Sentendosi in colpa per quanto accaduto al giovane collega, gli paga a sua insaputa le cure di fisioterapia in una clinica e, per tale motivo è sempre in costante ricerca di un modo per raccogliere denaro. Inoltre ad assisterlo in questo vi è anche il suo ex collega e amico De Giglio, archivista della polizia, al quale Luca chiede di nascosto di continuare a raccogliere informazioni sull'accaduto.
Dopo breve tempo, inizia a lavorare come investigatore privato assieme a Palitha, che ha avuto tale pensata, coinvolgendolo suo malgrado. Grazie alla complicità del vicequestore Claudio Maganza, amico di vecchia data di Luca, che chiude sovente un occhio sulle loro attività non sempre regolari, fornendo loro anche una licenza provvisoria per esercitare la professione investigativa, Luca e Palitha si occupano così di volta in volta di aiutare povera gente, come immigrati stranieri clandestini, ma a volte anche italiani, in difficoltà economiche o finiti per svariati motivi nel giro della malavita o ancora segnalati scomparsi, i quali non sempre possono rivolgersi alla polizia; i due si spostano per la città usando un furgone Fiat 1100 di colore rosso fiammante completamente restaurato e modificato come carro attrezzi. Oltre a Maganza, Luca può contare anche sull'aiuto di Carvelli, un alto dirigente dei Servizi segreti italiani, altro suo vecchio conoscente dai tempi in cui lavorava all'antiterrorismo, al quale telefona sovente per ottenere informazioni e rintracciare persone.
Luca rivive sovente i ricordi legati alla sua amata Khadija attraverso continui flashback, che si susseguono inframezzati agli eventi correnti delle sue indagini, volti a mostrare scene del passato, dal loro primo incontro, ai momenti felici di convivenza, fino al drammatico evento dell’esplosione.
Continuando in parallelo la sua attività di guardia del corpo, Luca intanto si occupa anche di scortare e proteggere Carolina Vernoni, una giornalista scrittrice di romanzi, la quale si sente seguita e minacciata da un molestatore sconosciuto. La donna vive con la figlia adolescente Bianca e, trascurata dal marito quasi sempre assente poiché risiedente a Bruxelles per lavoro, inizia a provare un'attrazione fisica per Luca, ricambiata a sua volta; i due finiscono per innamorarsi e iniziare a frequentarsi, non senza problemi legati a cercare di tenere nascosta invano la loro relazione alla figlia di lei e, soprattutto, ai paparazzi i quali potrebbero usare tale scandalo per mettere in cattiva luce la carriera del marito, figura influente nel panorama finanziario milanese nonché europeo.
Nel corso delle sue indagini Luca si mette sovente nei guai, finendo addirittura sparato e operato di urgenza in ospedale, suscitando così le ire del questore, superiore di Maganza, che infuriato fa revocare la licenza da investigatore a lui e al singalese. Intanto, grazie a Palitha, Luca scopre che il molestatore di Carolina è un fotografo professionista, curatore della copertina del suo ultimo libro e suo precedente amante, ancora morbosamente innamorato di lei, al quale lei aveva promesso invano di lasciare suo marito per lui. Luca, sentendosi a sua volta preso in giro da lei, si allontana momentaneamente dalla donna.
Rimasto deluso e senza lavoro, ripiomba momentaneamente nell’alcolismo. A questo punto viene in suo soccorso Carvelli, il quale gli propone di fare da agente di scorta ad un emiro arabo venuto in città con le sue tre mogli, con lo scopo di indagare per smascherare i suoi rapporti di finanziamento con gruppi terroristici libici. Durante il suo operato rintraccia e ferma il fratello di Khadija, uno dei terroristi, il quale gli confida che tre anni prima, durante la cena di gala la sua amata all’ultimo minuto aveva portato fuori la bomba per salvare lui ed evitare il peggio per tutti i commensali.
Assicurati i terroristi alla giustizia, Luca lascia l’agenzia investigativa nelle mani dell’ormai caro amico Palitha e, dopo aver salutato lui e la moglie Gedara, fa ritorno a Roma, nella sua vecchia casa dove viveva con Khadija. Avendo ritrovato la serenità e, volendo dimenticare il passato, decide di buttare via tutti i vestiti di lei, tenendo solo l’anello di fidanzamento che le aveva regalato.

## Episodi
| Stagione       | Episodi | Prima TV |
| -------------- | ------- | -------- |
| Prima stagione | 12      | 2024     |

## Personaggi e interpreti

### Personaggi principali
- Luca Travaglia, interpretato da Edoardo Leo.
Ex ispettore capo dell'antiterrorismo che diventa investigatore privato.
- Palitha, interpretato da Hassani Shapi.
Meccanico singalese che ospita Luca nella sua autorimessa, con il quale inizia a collaborare nella sua nuova attività di investigatore privato.
- Carolina Vernoni, interpretata da Alice Arcuri.
Giornalista e scrittrice che viene protetta da Luca.
- Claudio Maganza, interpretato da Fausto Maria Sciarappa.
Vicequestore e amico di Luca.
- De Giglio, interpretato da Michele Savoia.
Poliziotto archivista e collega di Luca.
- Sergio Bonetti, interpretato da Mattia Mele.
Collega di Luca che rimane paralizzato nell'esplosione.
- Bianca, interpretata da Isabella Mottinelli.
Figlia adolescente di Carolina.
- Gedara, interpretata da Tia Architto.
Moglie di Palitha.
- Khadija, interpretata da Lavinia Longhi.
Compagna di Luca morta nell'esplosione.

### Personaggi secondari
- Carvelli, interpretato da Simone Colombari. 
Alto dirigente dei Servizi segreti italiani, vecchia conoscenza di Luca.
- Federico, interpretato da Stefano Guerrieri.
Architetto, compagno di Claudio Maganza.
- Fratello di Khadija, interpretato da Mohamad Khallouf.
- Beslama Dilar, interpretato da Jonis Bascir.
Narcotrafficante marocchino con il quale Luca si scontra e che in seguito, giunti al reciproco rispetto, gli riferisce informazioni.
- Alì, interpretato da Hedy Krissane.
Amico di Palitha che sembra essere stato derubato.
- Ilenia, interpretata da Anna Dalton.
Scorta di Al Assad. Si scoprirà essere un agente dei servizi segreti italiani sottocopertura.
- Levati, interpretato da Angelo Donato Colombo.
Amico del gioielliere rapinato.
- Andrea Adani, interpretato da Andrea Bruschi.
- Paolo Zannatta, interpretato da Simone Gandolfo.
Marito di Carolina.
- Professore Montechi, interpretato da Sergio Pierattini.
- Arturo Galassi, interpretato da Jerry Mastrodomenico.
- Aida Yazziri, interpretata da Chiara Scelsi.
- Milos Jovic, interpretato da Iordan Milan Negru.
- Irina Kwiatrowski, interpretata da Sofija Zobina.
- Aurelio Negrini, interpretato da Mauro Marino.
- Madre di Lumi, interpretato da Marine Galstyan.
- Spacciatore, interpretato da Angelo Libri.
- Maud Al Assad, interpretato da Hossein Taheri.
- Giulio, interpretato da Francesco Bovara.
Scorta di Al Assad.
- Questore, interpretato da Nicola Pannelli.
- Agente di polizia, interpretato da Angelo Iannelli.
- Sonia, interpretata da Giulia Carpaneto.
- Youssef, interpretato da Haroun Fall.
- Elisa, interpretata da Diletta Innocenti Fagni.
- Portiere Palazzo Zei, interpretato da Stefano Saccotelli.

## Produzione
La serie è creata da Ugo Ripamonti e Renato Sannio, i quali hanno anche firmato la sceneggiatura con Michele Pellegrini, diretta da Rolando Ravello e prodotta da Rai Fiction in collaborazione con Italian International Film.
Le riprese sono state effettuate principalmente nei primi mesi del 2023 tra Roma e Milano.

## Colonna sonora
La colonna sonora della serie, tratta dall'omonimo brano scritto e cantato da Simone Cristicchi, è realizzata da Maurizio Filardo.